# بارتولومئو ویوارینی
بارتولومئو ویوارینی (ایتالیایی: Bartolomeo Vivarini; ۱ ژانویهٔ ۱۴۴۰ – ۱ ژانویهٔ ۱۴۹۹) نقاش اهل ایتالیا بود.
آثار این نقاش در موزه‌هایی همچون موزه هنر هاروارد، موزه لوور، موزه هنرهای زیبا (بوستون)، نگارخانه ملی هنر (آمریکا)، نگارخانه ملی لندن، موزه ملی آمستردام و اوفیتزی نگهداری میشود.

## نگارخانه

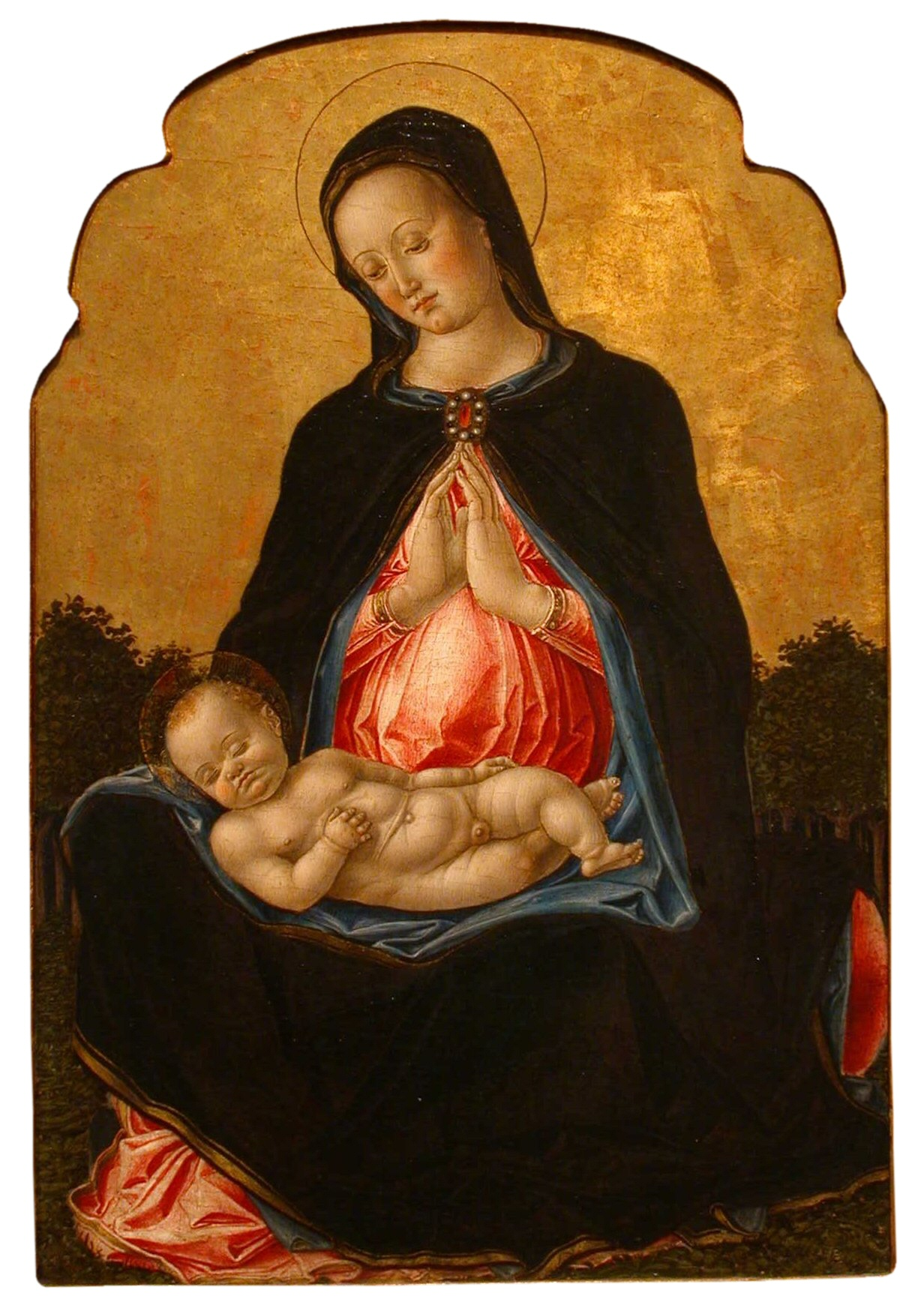
مریم و کودک اثر بارتولومئو ویوارینی. حدود ۱۴۷۵ میلادی، موزه هنر هونولولو.
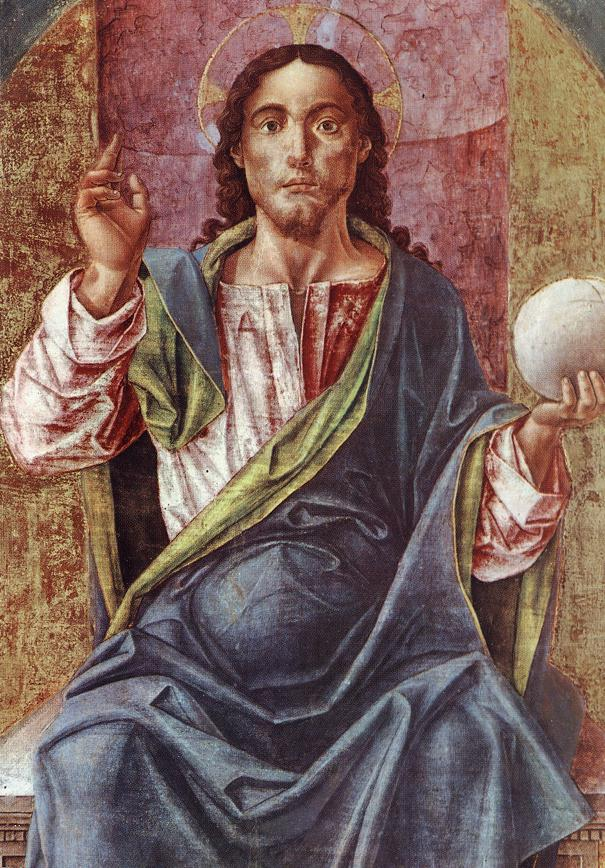
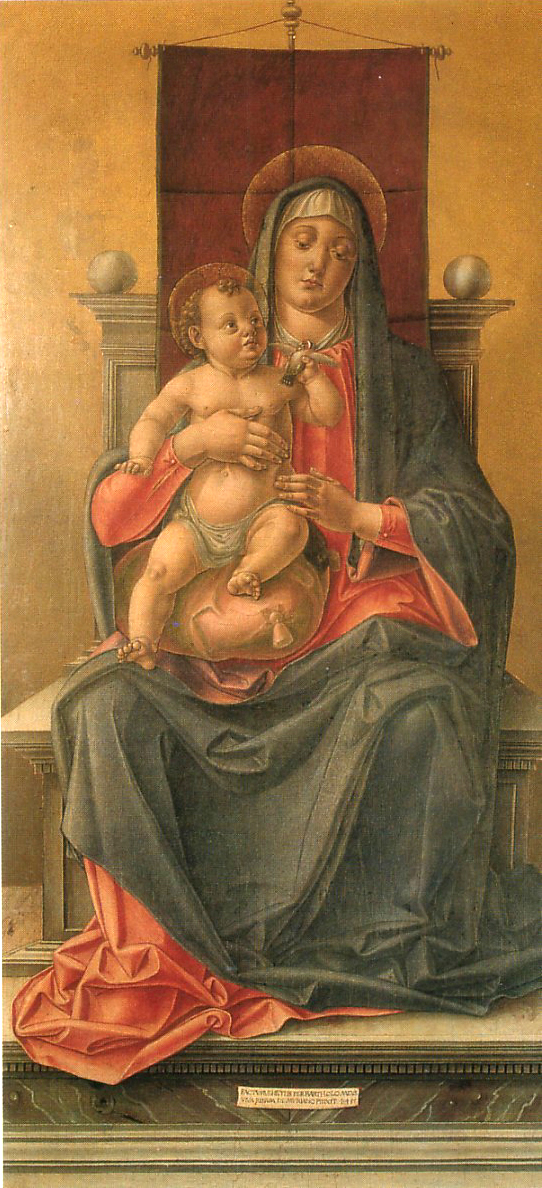
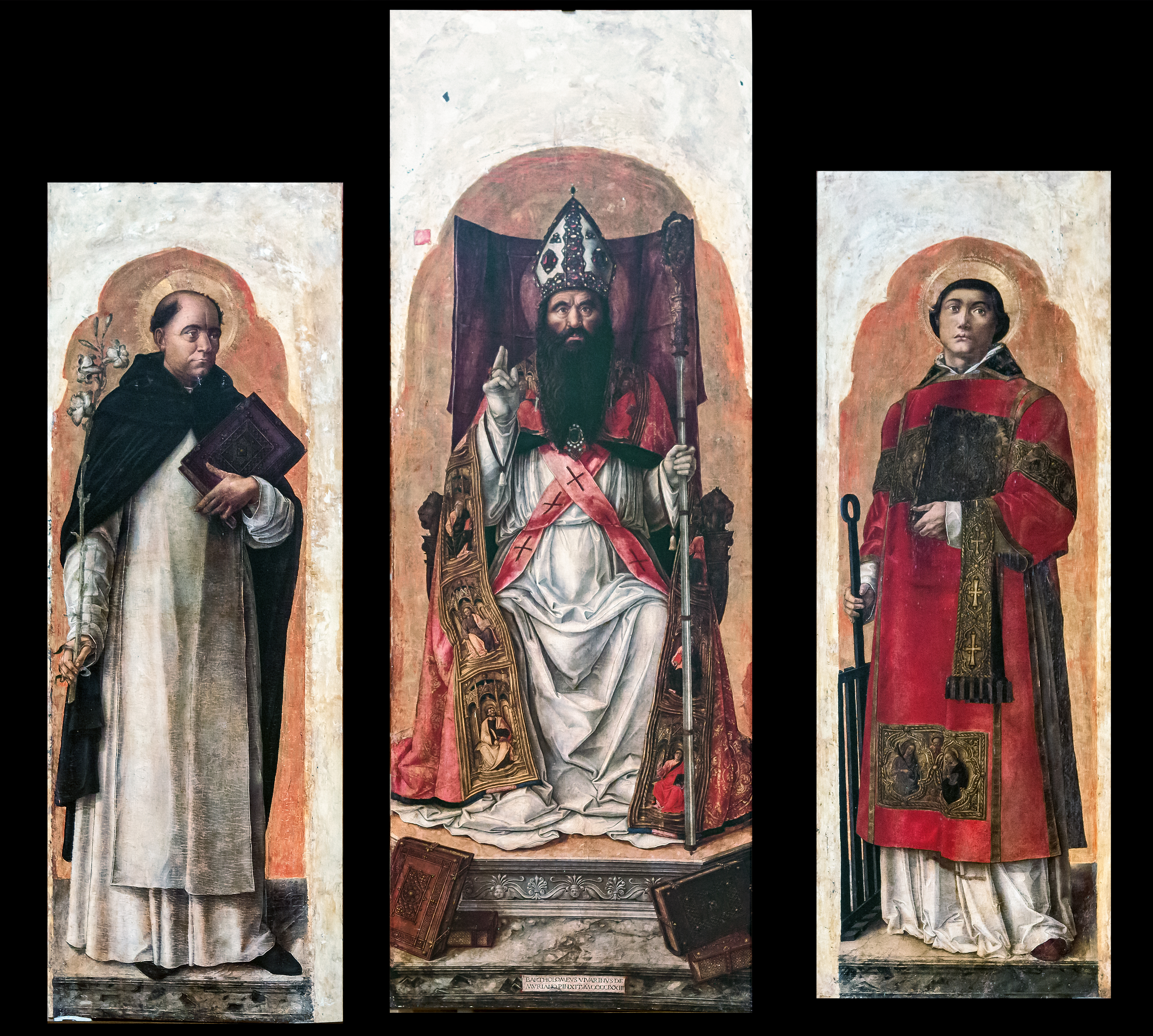
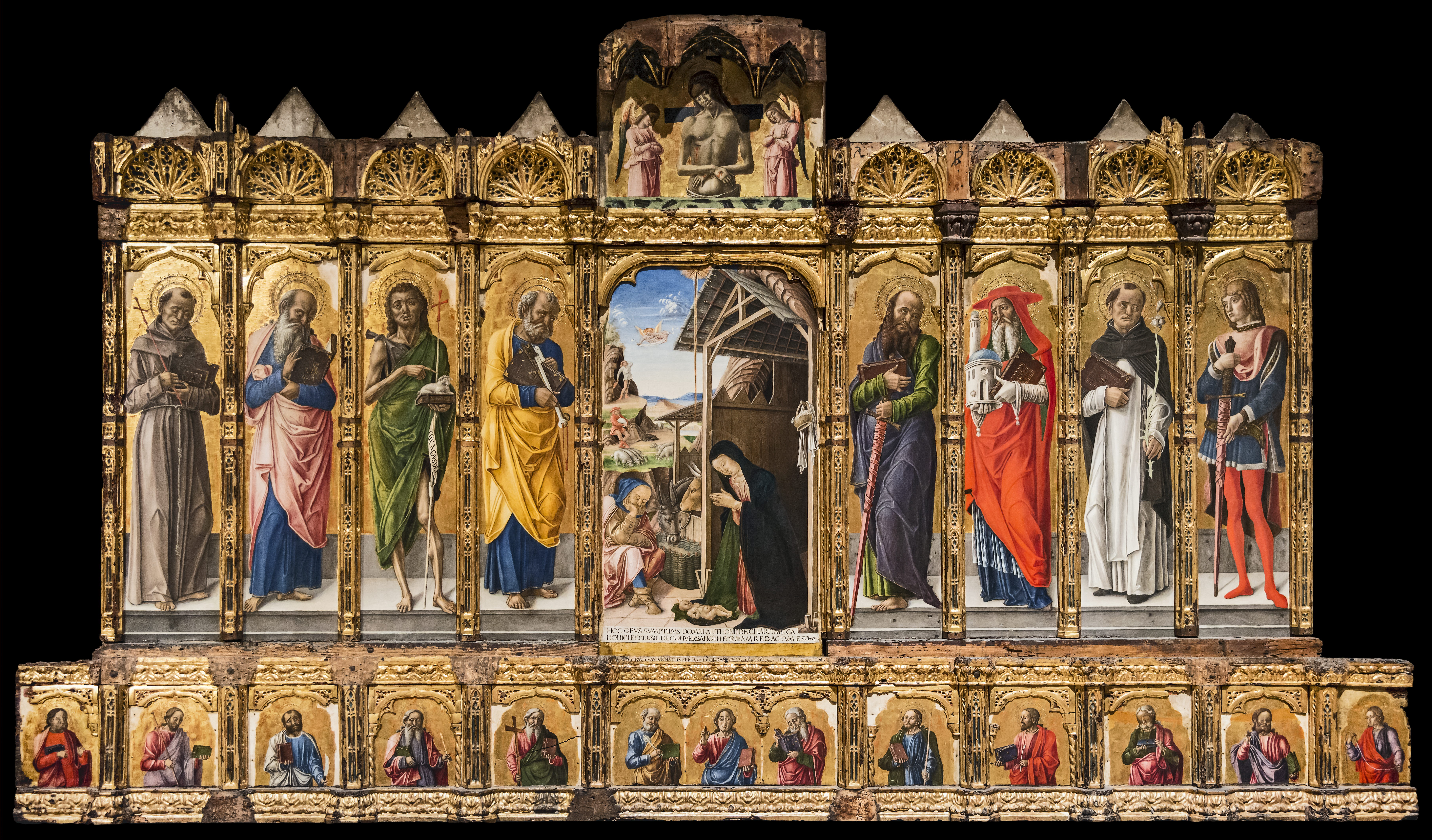